# フルチェラス

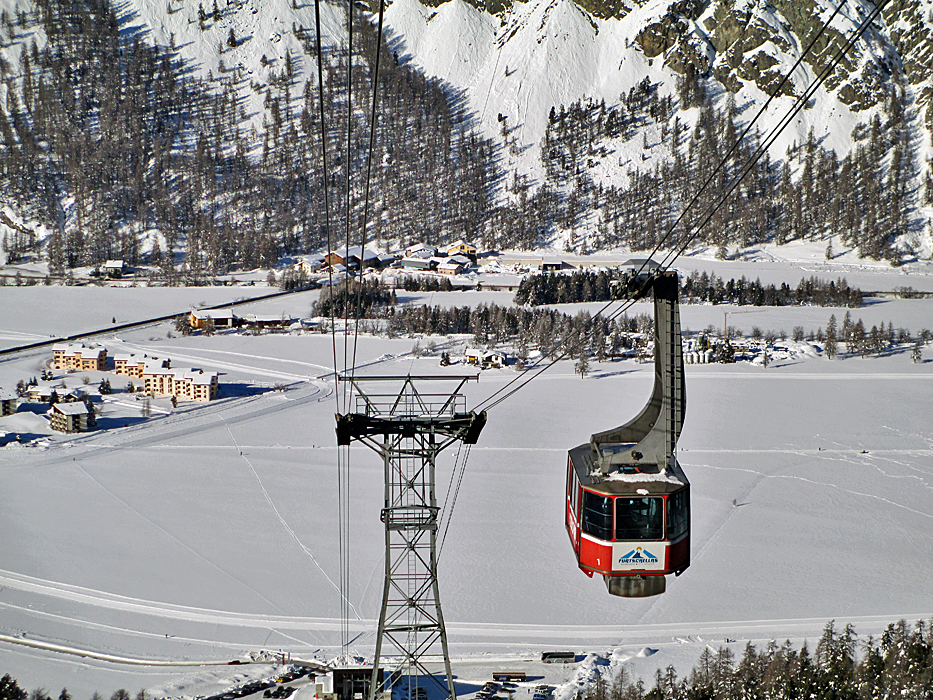
Luftseilbahn Sils Maria-Furtschellas

フルチェラス (ドイツ語：Furtschellas)は、スイス東南部、グラウビュンデン州のオーバーエンガディン地方にあるロープウェイ、Furtschellasbahnの駅で、この地域を代表する展望スポットにもなっている。標高は2,312ｍ。麓の村、シルス・マリアからロープウェイで上がることができる。
フルチェラスに上がると、眼下にシルス湖やシルヴァプラーナ湖、オーバーエンガディン地方の山岳景観を望むことができる。フルチェラスを基点に、夏はハイキング、冬はスキーが盛んに行われている。
ハイキングではフェックス谷を目指すコース、山上の湖をめぐるコースなどが人気。冬は隣接するコルヴァッチ地区とともに、オーバーエンガディン地方の中の広大なスキーエリアの一角を形成している。